# کته تلخ
کته تلخ، روستایی از توابع بخش کدکن شهرستان تربت حیدریه در استان خراسان رضوی ایران است.

## جمعیت
این روستا در دهستان رقیچه قرار دارد و براساس سرشماری مرکز آمار ایران در سال۱۳۸۵، جمعیت آن ۱۰۸ نفر (۳۶خانوار) بوده‌است.